# Переходные металлы
Перехо́дные мета́ллы (перехо́дные элеме́нты) — элементы побочных подгрупп Периодической системы химических элементов Д. И. Менделеева, в атомах которых появляются электроны на d- и f-орбиталях. В общем виде электронное строение переходных элементов можно представить следующим образом: {\displaystyle (n-1)d^{x}ns^{y}}. На ns-орбитали содержится один или два электрона, остальные валентные электроны находятся на {\displaystyle (n-1)d}-орбитали. Поскольку число валентных электронов заметно меньше числа орбиталей, то простые вещества, образованные переходными элементами, являются металлами.
| Группа → Период ↓ | III   | III   | III   | IV     | IV     | IV     | V      | V      | V      | VI     | VI     | VI     | VII    | VII    | VII    | VIII   | VIII   | VIII   | VIII   | VIII   | VIII   | VIII   | VIII   | VIII   | I      | I      | I      | II     | II     | II     |
|                   |       |       |       |        |        |        |        |        |        |        |        |        |        |        |        |        |        |        |        |        |        |        |        |        |        |        |        |        |        |        |
| 4                 | 21 Sc | 21 Sc | 21 Sc | 22 Ti  | 22 Ti  | 22 Ti  | 23 V   | 23 V   | 23 V   | 24 Cr  | 24 Cr  | 24 Cr  | 25 Mn  | 25 Mn  | 25 Mn  | 26 Fe  | 26 Fe  | 26 Fe  | 27 Co  | 27 Co  | 27 Co  | 28 Ni  | 28 Ni  | 28 Ni  | 29 Cu  | 29 Cu  | 29 Cu  | 30 Zn  | 30 Zn  | 30 Zn  |
| 5                 | 39 Y  | 39 Y  | 39 Y  | 40 Zr  | 40 Zr  | 40 Zr  | 41 Nb  | 41 Nb  | 41 Nb  | 42 Mo  | 42 Mo  | 42 Mo  | 43 Tc  | 43 Tc  | 43 Tc  | 44 Ru  | 44 Ru  | 44 Ru  | 45 Rh  | 45 Rh  | 45 Rh  | 46 Pd  | 46 Pd  | 46 Pd  | 47 Ag  | 47 Ag  | 47 Ag  | 48 Cd  | 48 Cd  | 48 Cd  |
| 6                 | *     | *     | *     | 72 Hf  | 72 Hf  | 72 Hf  | 73 Ta  | 73 Ta  | 73 Ta  | 74 W   | 74 W   | 74 W   | 75 Re  | 75 Re  | 75 Re  | 76 Os  | 76 Os  | 76 Os  | 77 Ir  | 77 Ir  | 77 Ir  | 78 Pt  | 78 Pt  | 78 Pt  | 79 Au  | 79 Au  | 79 Au  | 80 Hg  | 80 Hg  | 80 Hg  |
| 7                 | **    | **    | **    | 104 Rf | 104 Rf | 104 Rf | 105 Db | 105 Db | 105 Db | 106 Sg | 106 Sg | 106 Sg | 107 Bh | 107 Bh | 107 Bh | 108 Hs | 108 Hs | 108 Hs | 109 Mt | 109 Mt | 109 Mt | 110 Ds | 110 Ds | 110 Ds | 111 Rg | 111 Rg | 111 Rg | 112 Cn | 112 Cn | 112 Cn |
|                   |       |       |       |        |        |        |        |        |        |        |        |        |        |        |        |        |        |        |        |        |        |        |        |        |        |        |        |        |        |        |
| Лантаноиды *      | 57 La | 57 La | 58 Ce | 58 Ce  | 59 Pr  | 59 Pr  | 60 Nd  | 60 Nd  | 61 Pm  | 61 Pm  | 62 Sm  | 62 Sm  | 63 Eu  | 63 Eu  | 64 Gd  | 64 Gd  | 65 Tb  | 65 Tb  | 66 Dy  | 66 Dy  | 67 Ho  | 67 Ho  | 68 Er  | 68 Er  | 69 Tm  | 69 Tm  | 70 Yb  | 70 Yb  | 71 Lu  | 71 Lu  |
| Актиноиды **      | 89 Ac | 89 Ac | 90 Th | 90 Th  | 91 Pa  | 91 Pa  | 92 U   | 92 U   | 93 Np  | 93 Np  | 94 Pu  | 94 Pu  | 95 Am  | 95 Am  | 96 Cm  | 96 Cm  | 97 Bk  | 97 Bk  | 98 Cf  | 98 Cf  | 99 Es  | 99 Es  | 100 Fm | 100 Fm | 101 Md | 101 Md | 102 No | 102 No | 103 Lr | 103 Lr |

## Общая характеристика переходных элементов
Все переходные элементы имеют следующие общие свойства:
- Небольшие значения электроотрицательности.
- Переменные степени окисления. Почти для всех d-элементов, в атомах которых на внешнем ns-подуровне находятся 2 валентных электрона, известна степень окисления +2.
- Начиная с d-элементов III группы Периодической системы химических элементов Д. И. Менделеева, элементы в низшей степени окисления образуют соединения, которые проявляют основные свойства, в высшей — кислотные, в промежуточной — амфотерные. Например:

| Формула соединения | Характер соединения    |
| ------------------ | ---------------------- |
| Mn(OH)2            | Основание средней силы |
| Mn(OH)3            | Слабое основание       |
| Mn(OH)4            | Амфотерный гидроксид   |
| H2MnO4             | Сильная кислота        |
| HMnO4              | Очень сильная кислота  |

- Для всех переходных элементов характерно образование комплексных соединений.

## Подгруппа меди
Подгруппа меди, или побочная подгруппа I группы Периодической системы химических элементов Д. И. Менделеева, включает в себя элементы: медь Cu, серебро Ag и золото Au.
Свойства металлов подгруппы меди 
| Атомный номер | Название, символ | Электронная конфигурация | Степени окисления | p, г/см³ | tпл, °C | tкип, °C |
| ------------- | ---------------- | ------------------------ | ----------------- | -------- | ------- | -------- |
| 29            | Медь Cu          | [Ar] 3d104s1             | 0, +1, +2         | 8,96     | 1083    | 2543     |
| 47            | Серебро Ag       | [Kr] 4d105s1             | 0, +1, +3         | 10,5     | 960,8   | 2167     |
| 79            | Золото Au        | [Xe] 4f145d106s1         | 0, +1, +3, +5     | 19,3     | 1063,4  | 2880     |

Для всех металлов характерны высокие значения плотности, температур плавления и кипения, высокая тепло- и электропроводность.
Особенностью элементов подгруппы меди является наличие заполненного предвнешнего {\displaystyle (n-1)d}-подуровня, достигаемое за счёт перескока электрона с ns-подуровня. Причина такого явления заключается в высокой устойчивости полностью заполненного d-подуровня. Эта особенность обусловливает химическую инертность простых веществ, их химическую неактивность, поэтому золото и серебро называют благородными металлами.

### Медь

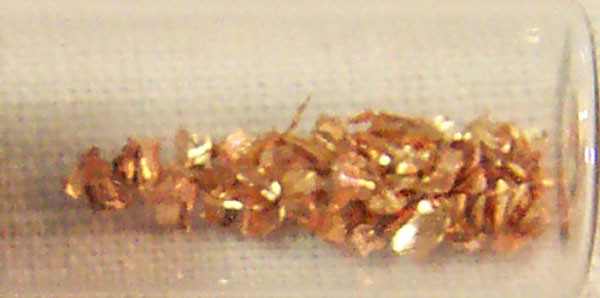
Металлическая медь в стеклянной пробирке

Медь представляет собой довольно мягкий металл красно-жёлтого цвета. В электрохимическом ряду напряжений металлов она стоит правее водорода, поэтому растворяется только в кислотах-окислителях (в азотной кислоте любой концентрации и в концентрированной серной кислоте):
{\displaystyle \mathrm {Cu+2H_{2}SO_{4}\longrightarrow CuSO_{4}+SO_{2}\uparrow +2H_{2}O} }
{\displaystyle \mathrm {Cu+4HNO_{3}\longrightarrow Cu(NO_{3})_{2}+2NO_{2}\uparrow +2H_{2}O} }
{\displaystyle \mathrm {3Cu+8HNO_{3}\longrightarrow 3Cu(NO_{3})_{2}+2NO\uparrow +4H_{2}O} }
В отличие от серебра и золота, медь окисляется с поверхности кислородом воздуха уже при комнатной температуре. В присутствии углекислого газа и паров воды её поверхность покрывается зелёным налётом, представляющим собой основный карбонат меди(II).
Для меди наиболее характерна степень окисления +2, однако существует целый ряд соединений, в которых она проявляет степень окисления +1.

#### Оксид меди(II)

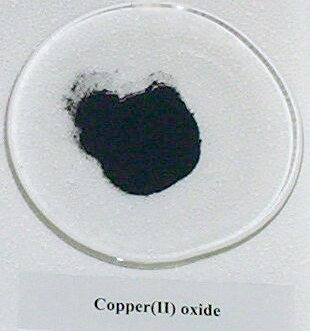
Оксид меди(II) в порошкообразной форме

Оксид меди(II) CuO — вещество чёрного цвета. Под действием восстановителей при нагревании он превращается в металлическую медь:
{\displaystyle \mathrm {CuO+CO\longrightarrow Cu+CO_{2}\uparrow } }
{\displaystyle \mathrm {CuO+H_{2}\longrightarrow Cu+H_{2}O} }
Растворы всех солей двухвалентной меди окрашены в голубой цвет, который им придают гидратированные ионы {\displaystyle [Cu(H_{2}O)_{6}]^{2+}}.
При действии на растворимые соли меди раствором кальцинированной соды образуется малорастворимый основной карбонат меди (II) — малахит:
{\displaystyle \mathrm {2CuSO_{4}+2Na_{2}CO_{3}+H_{2}O\longrightarrow (CuOH)_{2}CO_{3}\downarrow +2Na_{2}SO_{4}+CO_{2}\uparrow } }

#### Гидроксид меди(II)

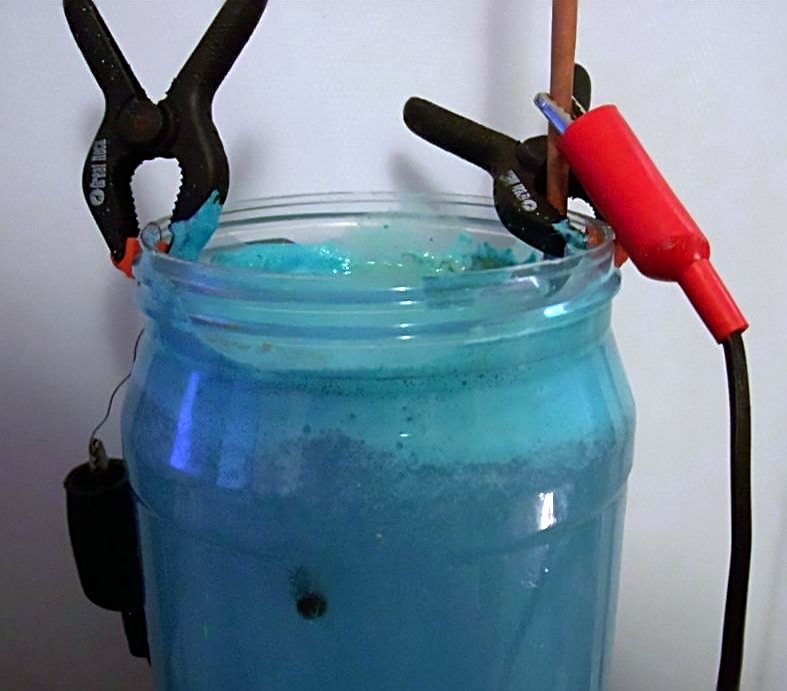
Свежеосаждённый гидроксид меди(II)

Гидроксид меди(II) Cu(OH)2 образуется при действии щелочей на растворимые соли меди(II):
{\displaystyle \mathrm {CuSO_{4}+2NaOH\longrightarrow Cu(OH)_{2}\downarrow +Na_{2}SO_{4}} }
Это малорастворимое в воде вещество голубого цвета. Гидроксид меди(II) — амфотерный гидроксид с преобладанием основных свойств. При сильном нагревании или стоянии под маточным раствором он разлагается:
{\displaystyle \mathrm {Cu(OH)_{2}\longrightarrow CuO+H_{2}O} }
При добавлении аммиака Cu(OH)2 растворяется с образованием ярко-синего комплекса:
{\displaystyle \mathrm {Cu(OH)_{2}+4NH_{3}\longrightarrow [Cu(NH_{3})_{4}](OH)_{2}} }

#### Соединения одновалентной меди
Соединения одновалентной меди крайне неустойчивы, поскольку медь стремится перейти либо в Cu2+, либо в Cu0. Стабильными являются нерастворимые соединения CuCl, CuCN, Cu2S и комплексы типа {\displaystyle [Cu(NH_{3})_{2}]^{+}}.

### Серебро

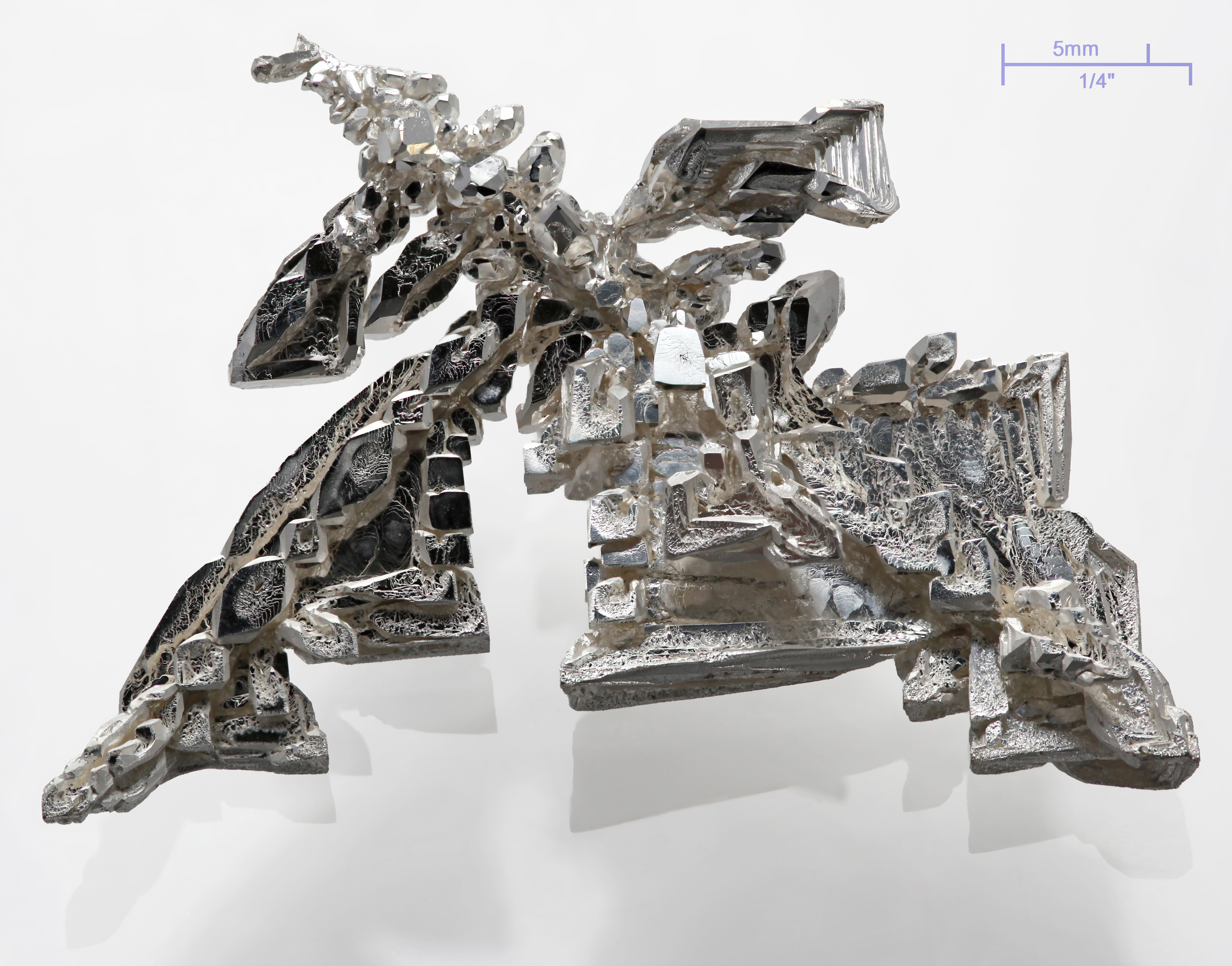
Кристаллы металлического серебра

Серебро более инертно, чем медь, но при хранении на воздухе оно чернеет из-за образования сульфида серебра:
{\displaystyle \mathrm {2Ag+H_{2}S\longrightarrow Ag_{2}S+H_{2}\uparrow } }
Серебро растворяется в кислотах-окислителях:
{\displaystyle \mathrm {2Ag+2H_{2}SO_{4}\longrightarrow Ag_{2}SO_{4}+SO_{2}\uparrow +2H_{2}O} }
{\displaystyle \mathrm {Ag+2HNO_{3}\longrightarrow AgNO_{3}+NO_{2}\uparrow +H_{2}O} }
{\displaystyle \mathrm {3Ag+4HNO_{3}\longrightarrow 3AgNO_{3}+NO\uparrow +2H_{2}O} }
Наиболее устойчивая степень окисления серебра +1. В аналитической химии широкое применение находит растворимый нитрат серебра AgNO3, который используют как реактив для качественного определения ионов Cl−, Br−, I−:
{\displaystyle \mathrm {Ag^{+}+Cl^{-}\longrightarrow AgCl\downarrow } }
При добавлении к раствору AgNO3 раствора щёлочи образуется тёмно-коричневый осадок оксида серебра Ag2O:
{\displaystyle \mathrm {2AgNO_{3}+2NaOH\longrightarrow Ag_{2}O\downarrow +2NaNO_{3}+H_{2}O} }
Многие малорастворимые соединения серебра растворяются в веществах-комплексообразователях, например, аммиаке и тиосульфате натрия:
{\displaystyle \mathrm {AgCl+2NH_{3}\longrightarrow [Ag(NH_{3})_{2}]Cl} }
{\displaystyle \mathrm {Ag_{2}O+4NH_{3}+H_{2}O\longrightarrow 2[Ag(NH_{3})_{2}]OH} }
{\displaystyle \mathrm {AgBr+2Na_{2}S_{2}O_{3}\longrightarrow Na_{3}[Ag(S_{2}O_{3})_{2}]+NaBr} }

### Золото

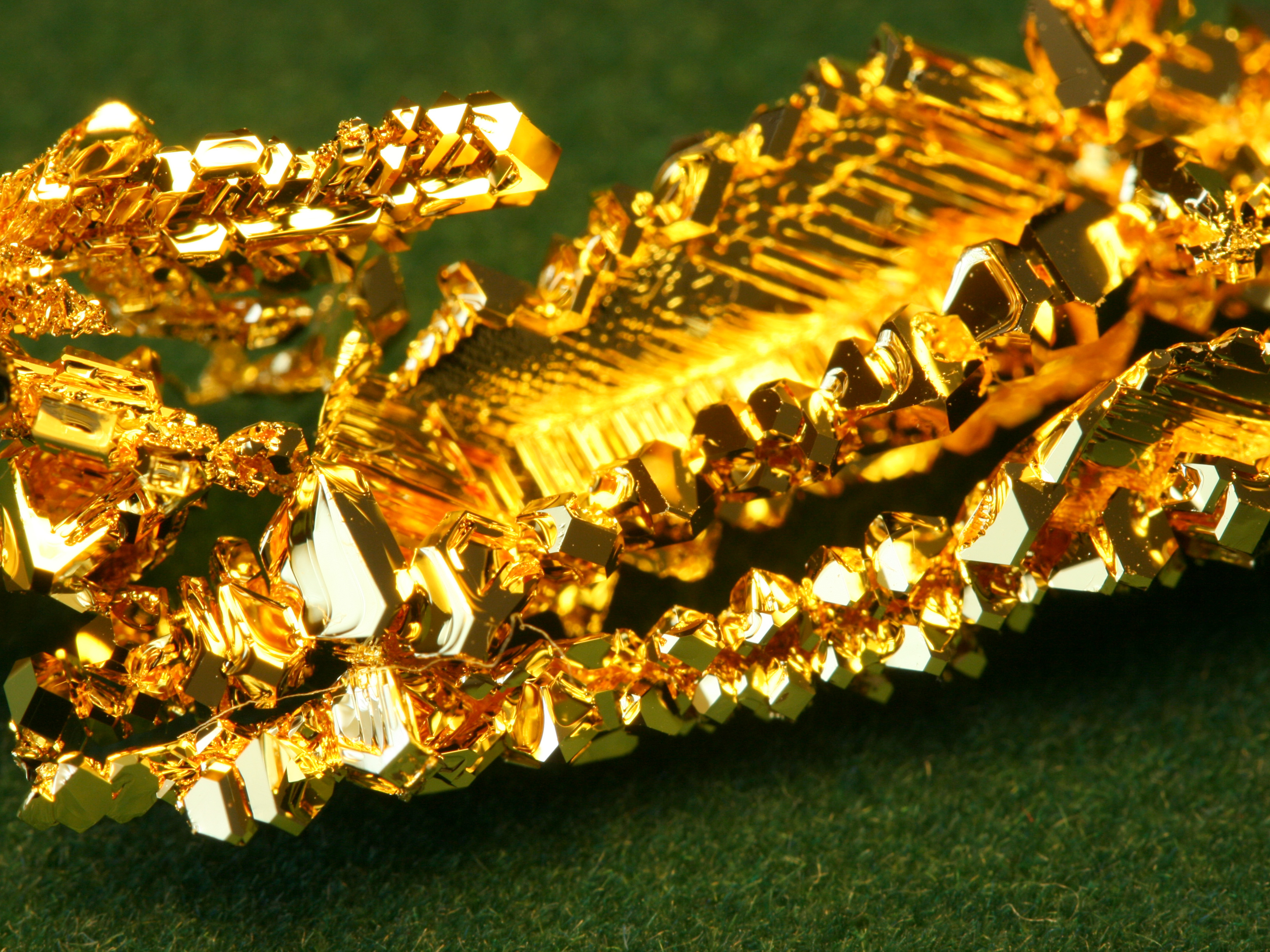
Кристаллы чистого золота, выращенные методом химического транспорта.

Золото представляет собой металл, сочетающий высокую химическую инертность и красивый внешний вид, что делает его незаменимым в производстве ювелирных украшений. В отличие от меди и серебра, золото крайне инертно по отношению к кислороду и сере, но реагирует с галогенами при нагревании:
{\displaystyle \mathrm {2Au+3Cl_{2}\longrightarrow Au_{2}Cl_{6}} }
Чтобы перевести золото в раствор, необходим сильный окислитель, поэтому золото растворимо в смеси концентрированных соляной и азотной кислот («царской водке»):
{\displaystyle \mathrm {Au+HNO_{3}+4HCl\longrightarrow H[AuCl_{4}]+NO\uparrow +2H_{2}O} }

## Платиновые металлы
Платиновые металлы — семейство из 6 химических элементов побочной подгруппы VIII группы Периодической системы, включающее рутений Ru, родий Rh, палладий Pd, осмий Os, иридий Ir и платину Pt. Эти металлы подразделяются на две триады: лёгкие — триада палладия (Ru, Rh, Pd) и тяжёлые — триада платины (Os, Ir, Pt).

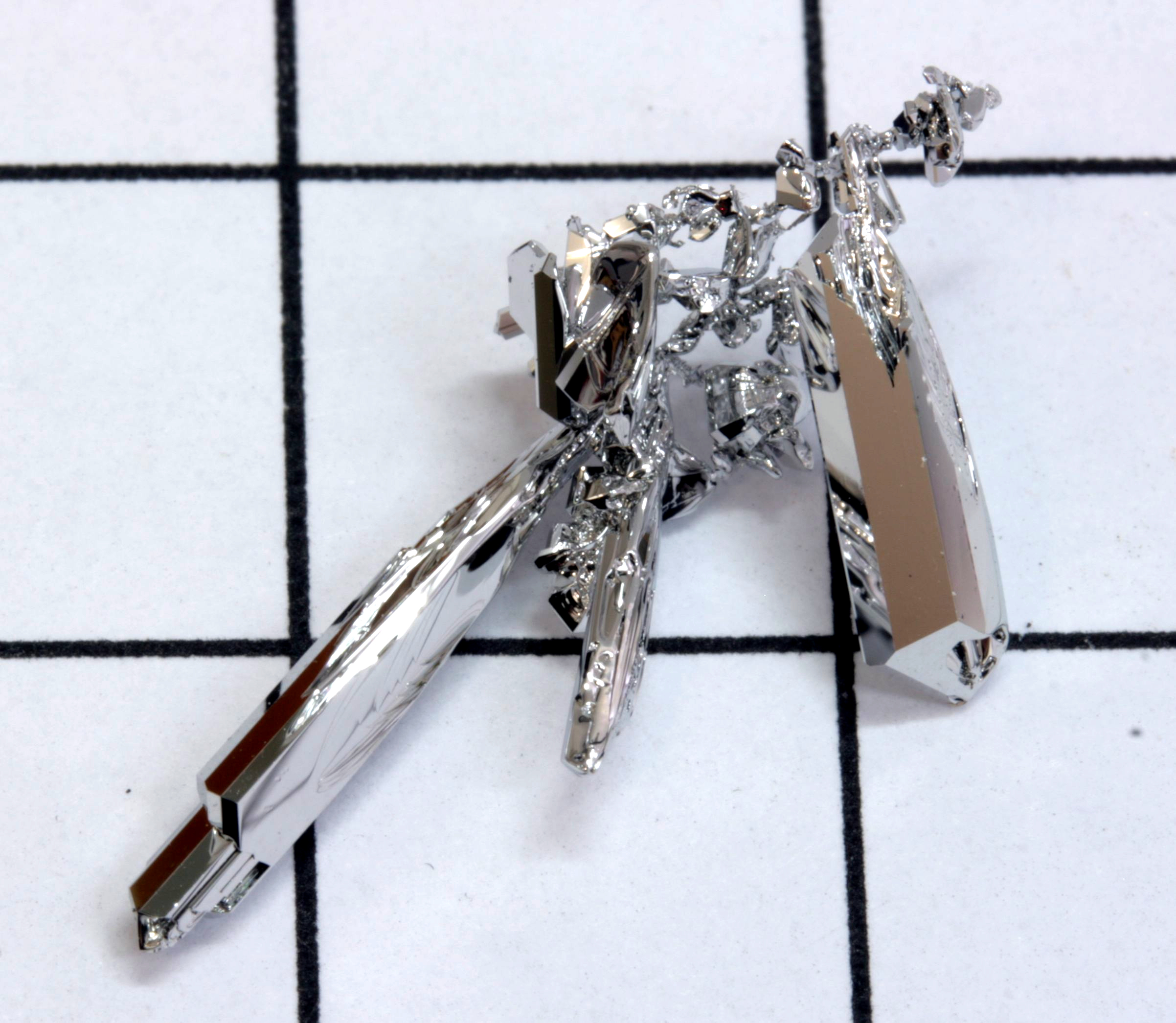
Рутений
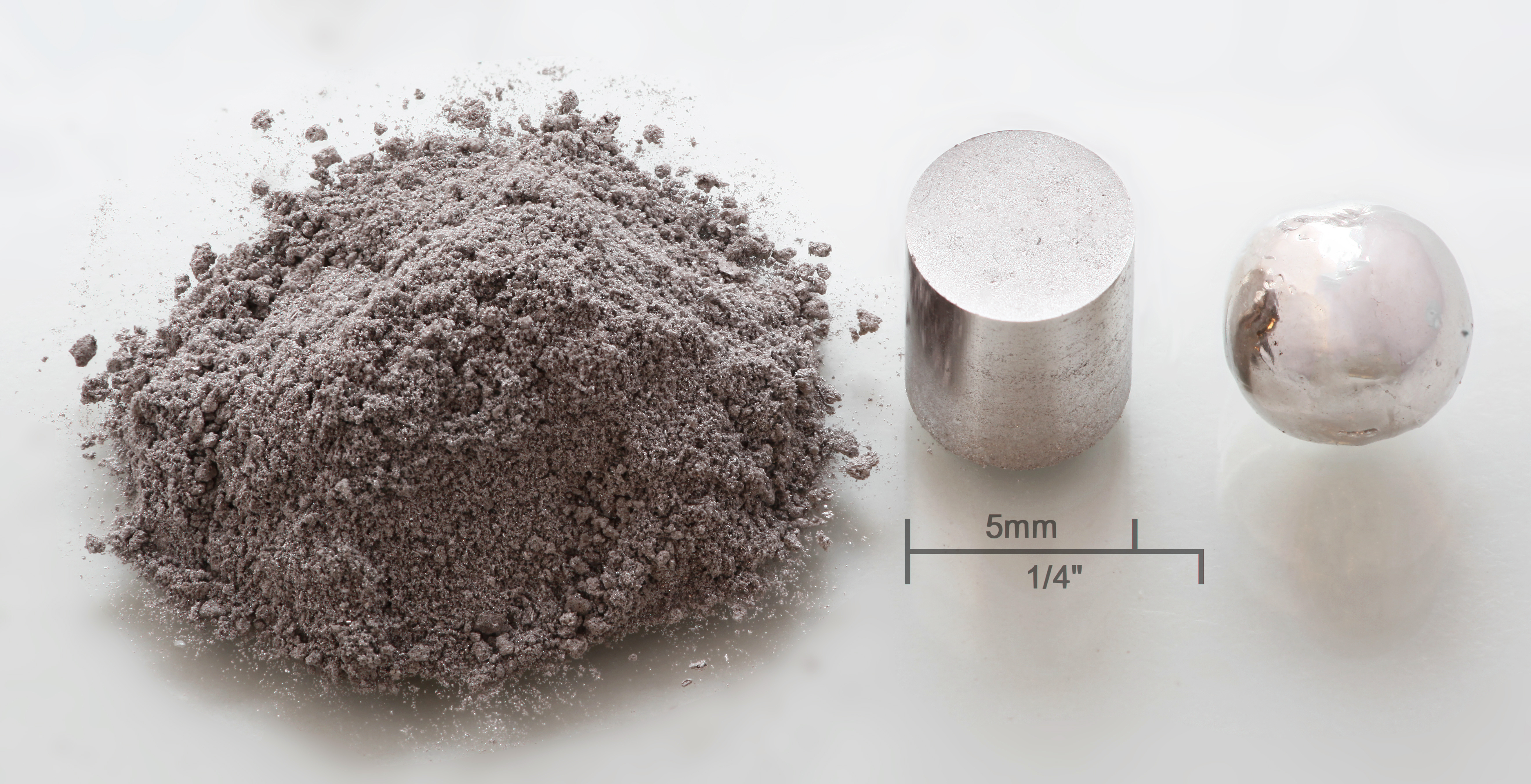
Родий
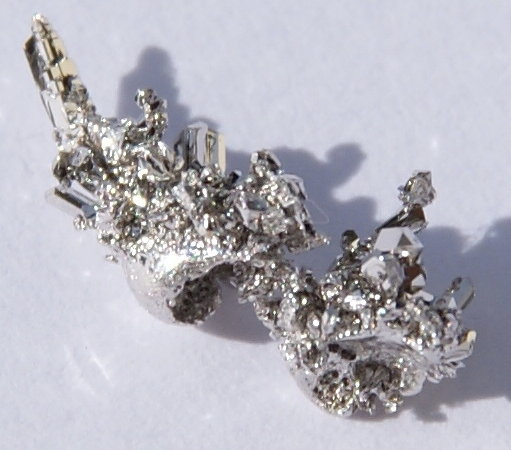
Палладий
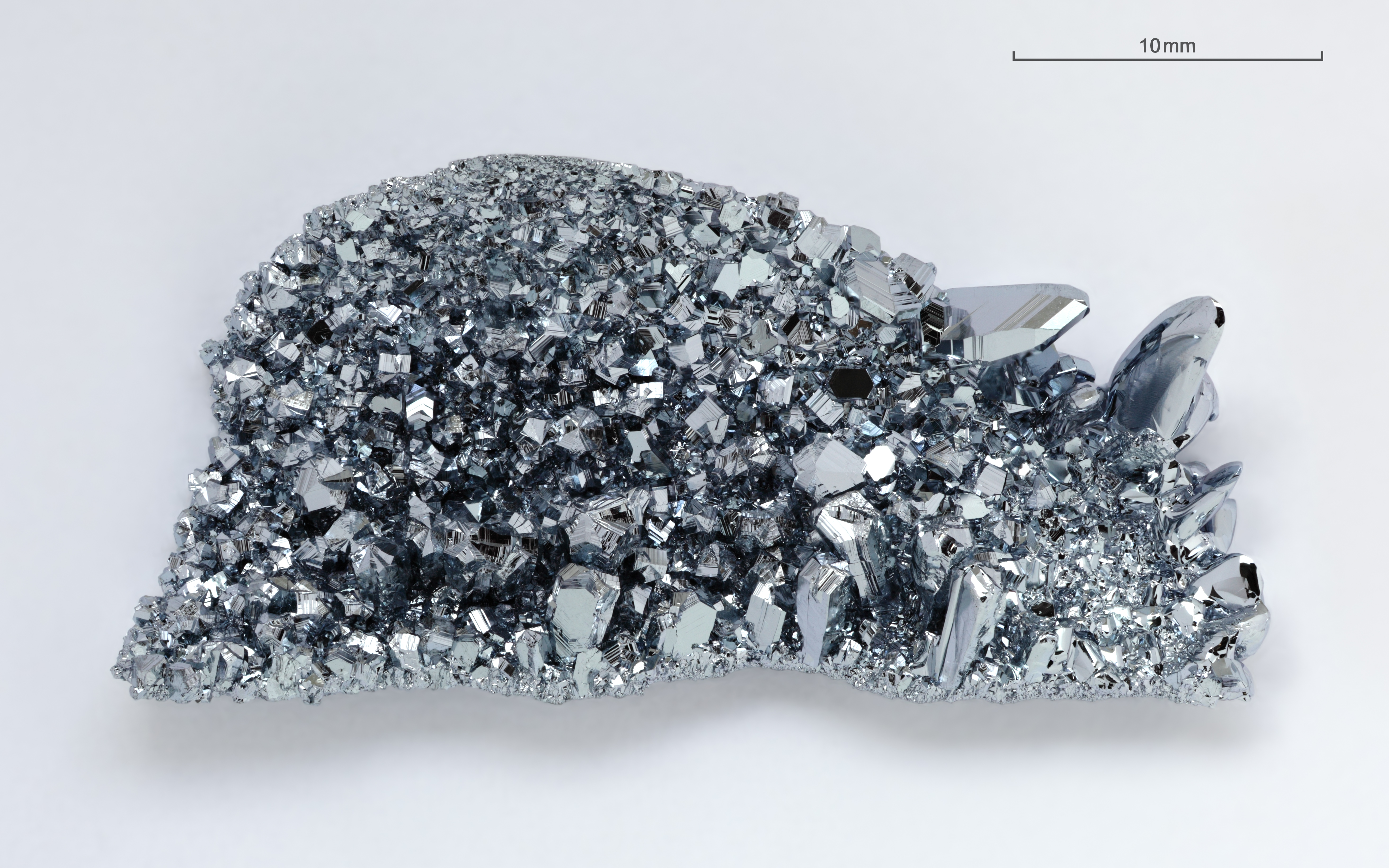
Осмий
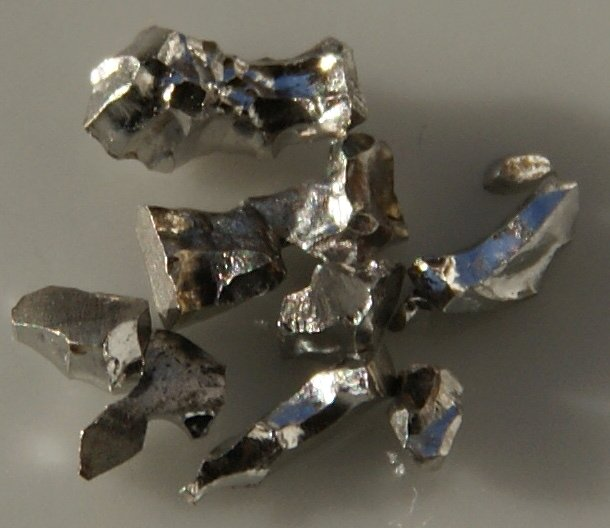
Иридий
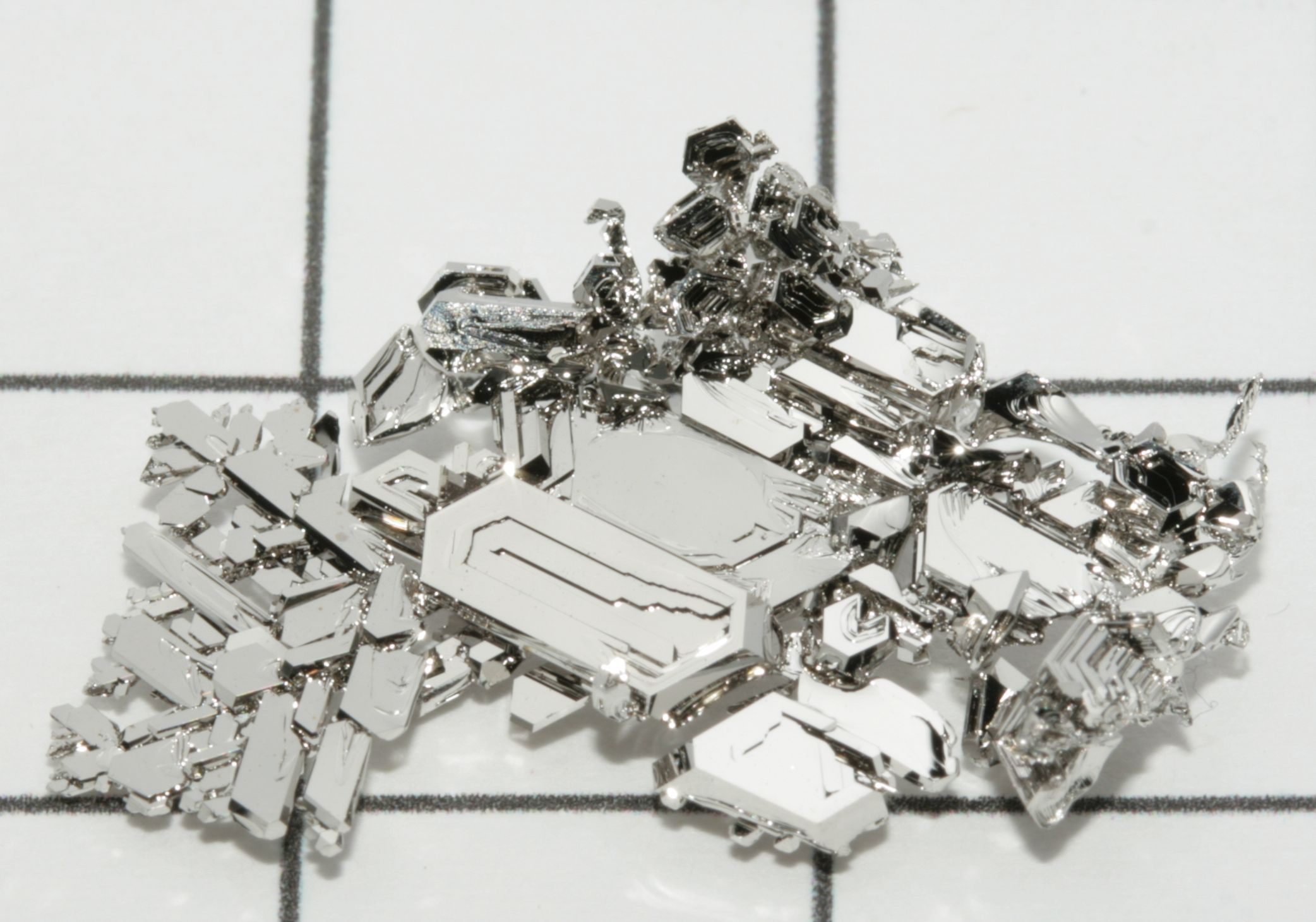
Платина

## Значение переходных металлов
Без переходных металлов наш организм существовать не может. Железо — действующее начало гемоглобина. Цинк участвует в выработке инсулина. Кобальт – центр витамина В-12. Медь, марганец и молибден, а также некоторые другие металлы входят в состав ферментов.
Многие переходные металлы и их соединения используются в качестве катализаторов. Например, реакция гидрирования алкенов на платиновом или палладиевом катализаторе. Полимеризация этилена проводится с помощью титансодержащих катализаторов.
Большое использование сплавов переходных металлов: сталь, чугун, бронза, латунь, победит.